# Warren Ellis (musicista)
Warren Ellis (Ballarat, 14 febbraio 1965) è un musicista e compositore australiano.

## Biografia
Nato nel 1965 a Ballarat, in Australia, si trasferì a Melbourne dove intraprese studi classici di violino, e dove si diplomò come maestro elementare, professione che esercitò per qualche tempo.
Nel 1993 fondò, insieme al chitarrista Mick Turner e al batterista Jim White, i Dirty Three, band di rock strumentale, con la quale pubblicò, nel corso degli anni, diversi album, tra cui Ocean Songs nel 1998, e Whatever You Love, You Are nel 2000.
Nel 1995, collaborò alla registrazione dell'album Murder Ballads dei Nick Cave and the Bad Seeds, entrando, poi, ufficialmente nella band.
Nel 2007 pubblicò un album coi Grinderman, nuova band di Nick Cave.
Sempre con Cave, inoltre, lavorò alla scrittura di colonne sonore per film, tra cui L'assassinio di Jesse James per mano del codardo Robert Ford di Andrew Dominik, The Road di John Hillcoat e I segreti di Wind River di Taylor Sheridan.

## Discografia

### Con i Dirty Three
- 1995 - Sad & Dangerous (Poon Village Records)
- 1995 - Dirty Three (Touch and Go Records)
- 1996 - Horse Stories (Touch and Go Records)
- 1998 - Ocean Songs (Touch and Go Records)
- 2000 - Whatever You Love, You Are (Touch and Go Records)
- 2003 - She Has No Strings Apollo (Touch and Go Records)
- 2005 - Cinder (Touch and Go Records)
- 2012 - Toward the Low Sun (Drag City)

### Con Nick Cave and the Bad Seeds
- 1996 - Murder Ballads (Mute Records)
- 1997 - The Boatman's Call (Mute Records)
- 2001 - No More Shall We Part (Mute Records)
- 2003 - Nocturama (Mute Records)
- 2004 - Abattoir Blues/The Lyre of Orpheus (Mute Records)
- 2008 - Dig, Lazarus, Dig!!! (Mute Records)
- 2013 - Push the Sky Away (Bad Seed Ltd)
- 2016 - Skeleton Tree (Bad Seed Ltd)
- 2019 - Ghosteen (Bad Seed Ltd)
- 2024 - Wild God (PIAS)

### Con i Grinderman
- 2007 - Grinderman
- 2010 - Grinderman 2

### Colonne sonore
- 2005 - La proposta di John Hillcoat
- 2007 - L'assassinio di Jesse James per mano del codardo Robert Ford di Andrew Dominik
- 2007 - The English Surgeon di Geoffrey Smith
- 2009 - The Road di John Hillcoat
- 2009 - The Girls of Phnom Penh di Matthew Watson
- 2012 - Lawless di John Hillcoat
- 2014 - Loin des hommes di David Oelhoffen
- 2015 - Mustang di Deniz Gamze Ergüven
- 2016 - Hell or High Water di David Mackenzie
- 2016 - Marte di Karen Wakefield
- 2017 - I segreti di Wind River di Taylor Sheridan
- 2022 - Blonde di Andrew Dominik
- 2024 - Io sono ancora qui (Ainda estou aqui) di Walter Salles

### Con Nick Cave
- 2021 - Carnage [1]